# Alida Withoos

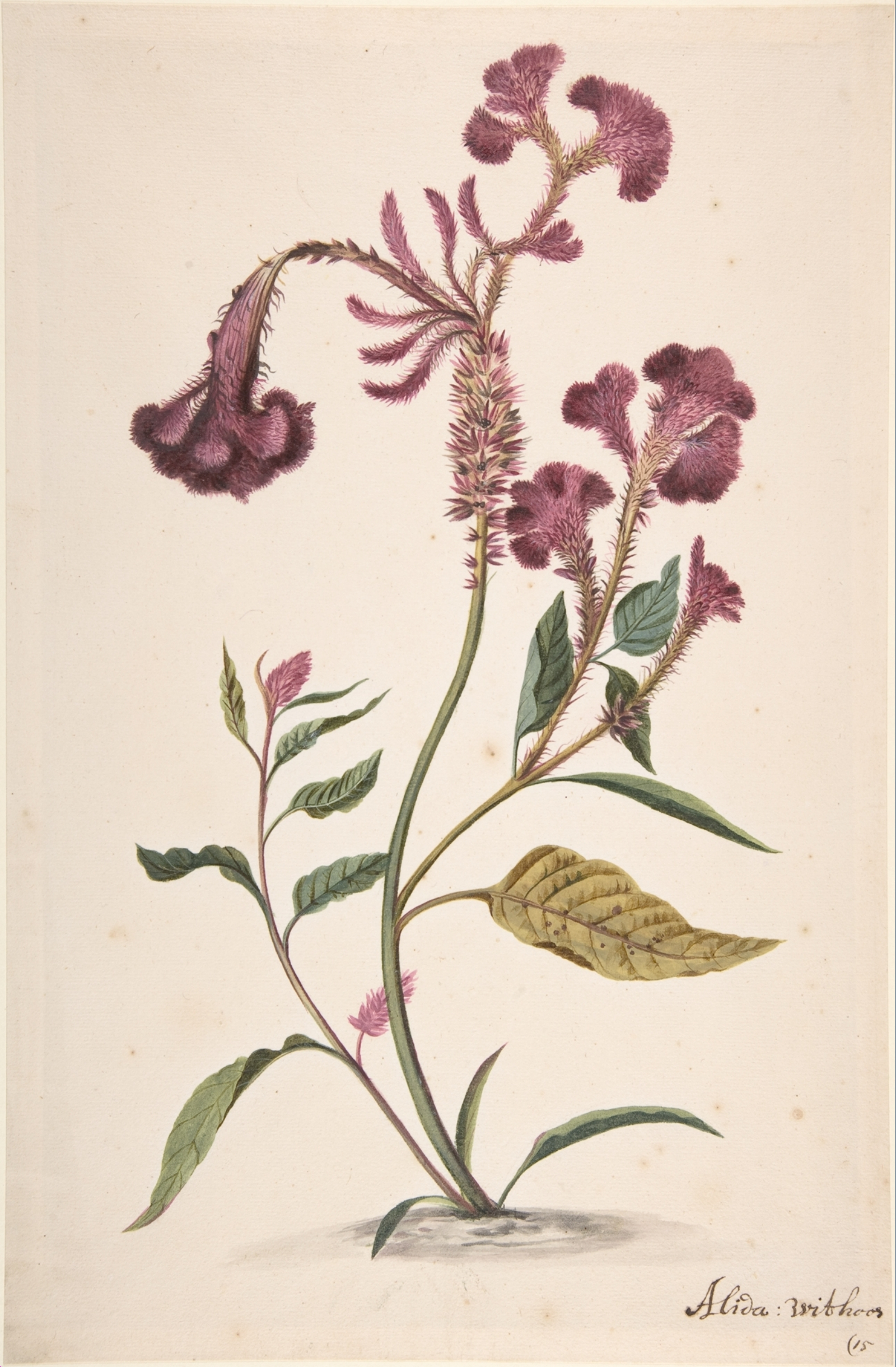
Studie van een Hanekam (Celosia argentea) door Alida Withoos

Alida Withoos (Amersfoort, circa 1661/1662 - Amsterdam (begraven) 5 december 1730) is een Nederlandse schilderes.
Withoos werd geboren als dochter van de schilder Matthias Withoos, werd met haar drie broers Johannes, Pieter, Frans en haar zuster Maria door haar vader opgeleid tot schilderes van bosstillevens en botanische illustraties. Vanwege de inname van Amersfoort door de Fransen verhuisde de familie in het rampjaar 1672 naar Hoorn. In 1701 trouwde Alida met de fijnschilder Andries Cornelisz van Dalen (1672–1741). Zij is een typisch voorbeeld van een kunstenares die in de zeventiende en achttiende eeuw voortkwam uit een schildersmilieu.
Een opleiding tot volleerd schilder kostte veel geld, dat was in die tijd niet voor meisjes weggelegd, maar binnen de familie kregen talentvolle dochters de mogelijkheid om te worden opgeleid en mee te werken in het atelier van vader, oom, broer of echtgenoot, vaak onder diens naam. Anders dan haar man, broers en zuster wist Alida onder haar eigen naam een zekere reputatie te verwerven. Dat is vooral te danken aan haar botanische tekeningen. In Hoorn waren een aantal van de kinderen Withoos actief als tekenaars van bloemen, vogels, vlinders en insecten. In boedelinventarissen komen regelmatig zogenoemde 'Withoosjes' voor.
Alida was met haar broer Pieter een van de vele kunstenaars, waaronder Maria Sibylla Merian, die planten schilderden op de buitenplaats Vijverhof in dienst van Agnes Block. Ze tekende daar in 1687 de door Agnes Block als eerste tot rijpe vrucht geteelde ananas. Deze tekeningen zijn niet bewaard gebleven. Wel bewaard zijn dertien aquarellen die Alida in 1694 tekende voor de gekleurde Moninckx-atlas met 425 afbeeldingen van planten in de Hortus Botanicus Amsterdam, waar net als in de tuin van Block planten groeiden die door schepen van de Vereenigde Oost-Indische Compagnie van verre waren aangevoerd. De Bibliotheek van Wageningen Universiteit en Researchcentrum bezit een Konstboeck van de verzamelaar Simon Schijnvoet met onder andere zes tekeningen van Alida Withoos, misschien gemaakt voor Block. Deze geven een goed beeld van de hoge kwaliteit van haar werk.
In 1730 overleed Alida Withoos en ze werd op 5 december dat jaar begraven in de Amsterdamse Westerkerk.
Alida Withoos is de hoofdpersoon van de historische roman Ander licht van Rosita Steenbeek.

## Fictie
- Rosita Steenbeek, Ander Licht. Roman. De Arbeiderspers, 2009. ISBN 9029567724